# Typhlops bothriorhynchus
Typhlops bothriorhynchus este o specie de șerpi din genul Typhlops, familia Typhlopidae, descrisă de Günther 1864. Conform Catalogue of Life specia Typhlops bothriorhynchus nu are subspecii cunoscute.